# Massacres et attentats pendant l'insurrection de Boko Haram
De nombreux massacres sont commis pendant l'insurrection de Boko Haram. Ils causent la mort de plusieurs milliers de personnes, en majorité des civils.
Depuis 2009, le conflit a fait plusieurs dizaines de milliers de morts. L'armée nigériane est notamment accusée par Amnesty International de crimes de guerre et Boko Haram de crimes contre l'humanité. Plusieurs centaines de milliers de personnes ont pris la fuite pour échapper à la prise de contrôle de Boko Haram.

## Exactions commises par l'armée nigériane

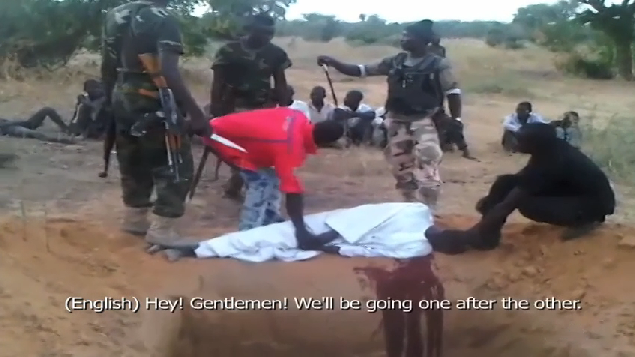
Membres présumés de Boko Haram exécutés sommairement par égorgement par des militaires de l'armée nigériane en 2014.

Le 15 octobre 2013, Amnesty International affirme que des centaines de prisonniers islamistes de Boko Haram, ou des personnes suspectées d'avoir des liens avec eux, ont été exécutés dans les prisons nigérianes dans les six premiers mois de l'année 2013, principalement à la caserne de Giwa, à Maiduguri et aux centres de détention Sector Alpha et Presidential Lodge, à Damaturu. Selon le témoignage d'un haut gradé de l'armée nigériane, plus de 950 prisonniers sont morts dans les six premiers mois de l'année 2013. L'Association a relevé des exécutions par balles et par étouffements, d'autres ont succombé à leurs blessures après avoir été torturés, d'autres encore sont morts de faim,,,. Ces exactions se poursuivent et selon des habitants de Maiduguri, le cimetière de la ville est gardé par l'armée et chaque jour des camions amènent des corps d'hommes exécutés par les militaires. Le 31 mars 2014, Amnesty International déclare que ces exactions se poursuivent et que près de 150 détenus de Giwa sont morts en prison depuis janvier et que leurs corps ont été conduits par l'armée à la morgue de l’hôpital spécialisé de l'État.
Le 14 mars 2014, la caserne de Giwa, à Maiduguri, est attaquée par Boko Haram qui libère plusieurs centaines de détenus. Selon Amnesty International, de nombreux prisonniers évadés sont repris par les militaires après la bataille et plus de 600 d'entre eux sont exécutés dans divers quartiers de la ville.
Selon Florent Geel, responsable du bureau Afrique de la FIDH, au cours des années 2013 et 2014, l'armée et les milices nigérianes arrêtent 4 500 à 5 000 personnes à Maiduguri, qui sont par la suite portées disparues.
Le 3 juin 2015, Amnesty International affirme dans un nouveau rapport que 20 000 hommes et jeunes garçons ont été arrêtés par l'armée nigériane lors d'opérations contre Boko Haram. Parmi ces derniers, plus de 7 000 sont morts en détention depuis mars 2011, victimes de tortures, de maladies, de fumigations, de faim ou de soif. De plus 1 200 personnes ont été tuées par l'armée depuis février 2012, « dans des conditions contraires à la légalité ».
Amnesty International affirme par la suite qu'au moins 149 autres personnes sont mortes dans le centre de détention militaire de Giwa entre janvier et mai 2016, dont 12 enfants presque tous âgés de moins de 5 ans. Le 12 février 2016, les autorités nigérianes annoncent la libération de 275 détenus de Giwa, dont 50 enfants mais en mars, ce centre compte encore 1 200 prisonniers, dont 120 enfants,,,.

## Exactions commises par l'armée camerounaise
Selon Amnesty International, l'armée et les services de renseignement camerounais ont largement pratiquée la torture dans 20 sites de l'extrême-nord du pays,,. Plusieurs détenus y trouvent la mort ; Ilaria Allegrozzi, l'auteure du rapport de juillet 2017, indique que : « sur les 101 victimes interrogées, 32 déclarent avoir vu des individus mourir des suites des actes de torture qui leur avaient été infligés ». Vingt-quatre méthodes de torture différentes ont été recensées par l'ONG. Selon RFI : « Certains ont été suspendus mains et jambes attachées dans le dos, frappés avec toutes sortes d'objets, soumis à des simulacres de noyade, contraints de dormir dans les toilettes ou de boire de l'urine ». Selon Ilaria Allegrozzi, la majorité des détenus sont des hommes âgés de 18 à 45 ans, mais la torture de femmes d'enfants et de handicapés est également signalée : « Ce ne sont pas des combattants arrêtés les armes à la main, mais ce sont pour l’essentiel des personnes qui ont eu la malchance de se trouver au mauvais endroit au mauvais moment, interpellées sans mandat officiel, ciblées parce qu’elles sont originaires du nord du Cameroun, musulmanes, d’ethnie Kanouri, réfugiées ou faisant des affaires au Nigeria ». Elle indique aussi que beaucoup ont été « dénoncés par des voisins qui cherchaient à régler des contentieux personnels ». Au moins 130 hommes et jeunes garçons raflés dans les villages de Madame et de Double, le 28 décembre 2014, sont toujours portés disparus en juillet 2017. En novembre 2016, trois lycéens sont condamnés à 10 ans de prison, simplement pour avoir partagé par SMS une blague sur Boko Haram.

## Exactions commises par Boko Haram
De leur côté, les djihadistes de Boko Haram commettent de nombreux massacres, principalement contre des civils des villages où sont constituées des milices d'autodéfense, les élèves et les professeurs d'établissements scolaires et les chrétiens. En 2013, Bertrand Monnet, directeur de la chaire Management des risques criminels de l'EDHEC déclare :

« Il faut savoir qu'à côté de Boko Haram, AQMI, le MUJAO ou Ansar Eddine sont des agneaux. Les terroristes de Boko Haram sont des barbares : ils tuent des centaines de personnes toute l'année, mitraillent des églises, lancent des grenades pendant les offices et font des raids dans les villages chrétiens qu'ils transforment en Oradour-sur-Glane. Ce qui déclenche d'ailleurs des représailles contre des musulmans. »

Le 17 février 2014, Amnesty International qualifie les exactions commises par Boko Haram de crimes contre l'humanité.
Le 15 juillet 2014, Human Rights Watch déclare avoir comptabilisé 95 attaques commises Boko Haram lors des six premiers mois de l'année 2014, elles ont causé la mort d'au moins 2 053 civils, dont 1 446 dans l'État de Borno.
Le nom officiel de Boko Haram est « Jamāʿat ʾahl al-sunnah li-l-Daʿwah wa-al-Jihād » qui signifie en arabe « Peuple engagé dans la propagation de l'enseignement du prophète Mahomet et du jihad ». Dans sa définition abrégée en haoussa, « Boko Haram » signifie « L'éducation occidentale est un péché ». Boko Haram cible donc particulièrement les lycées et les écoles où est dispensé un enseignement jugé trop occidental par les islamistes. À plusieurs reprises, ces derniers attaquent des établissements scolaires, massacrant professeurs et lycéens comme à Mamudo, Gujba ou Buni Yadi. Si les lycéennes ne sont pas tuées, elles sont souvent enlevées pour être mariées de force à des djihadistes, une vingtaine sont ainsi enlevées le 11 février 2014, lors du massacre de Konduga. Le rapt le plus important a lieu le 11 décembre 2020 à Kankara : environ 500 écoliers sont enlevés en pleine nuit, réveillés dans leur internat et emmenés dans une forêt proche ; certains réussissent à s'enfuir dans les premières heures du rapt mais 330 sont toujours captifs le lendemain. L'un des plus retentissants est celui du 14 avril 2014 à Chibok, 276 lycéennes âgées de 12 à 17 ans sont capturées par des islamistes qui effectuent un raid sur la ville (53 d'entre elles parviennent à s'échapper dans les trois semaines qui suivent selon la police nigériane),,,,. Le 5 mai, le rapt des lycéennes de Chibok est revendiqué par Abubakar Shekau, le chef de Boko Haram qui déclare : « J'ai enlevé les filles. Je vais les vendre sur le marché, au nom d'Allah. [...] J'ai dit que l'éducation occidentale devait cesser. Les filles, vous devez quitter (l'école) et vous marier ».
Selon le gouverneur de l'État de Borno, 176 enseignants ont été assassinés et 900 écoles ont été détruites par Boko Haram de 2011 à juillet 2014. Selon Human Rights Watch, de 2009 à 2015, 910 écoles ont été détruites, 1 500 ont dû fermer, 611 enseignants ont été assassinés, 19 000 autres se sont enfuis, des centaines d'élèves ont été enlevés et près d'un million d'enfants ont été privés d'enseignement.
L'année 2015 est la plus meurtrière. L'ONG britannique Action on Armed Violence (AOAV, Action contre la violence armée) recense 84 attaques commises par Boko Haram au Nigeria pendant l'année 2015, qui ont causé la mort de 3 048 personnes, dont 96 % de civils. AOAV recense également 923 morts ou blessés dans les attaques au Tchad et au Cameroun. L'ONG note une augmentation de 190 % du nombre des morts et des blessés par rapport à 2014 et de 167 % pour le nombre des attentats-suicides.

## Liste chronologique des massacres

### 2010
| Nom                  | Date             | Lieu                               | Morts | Auteurs    | Description                                                                   |
| -------------------- | ---------------- | ---------------------------------- | ----- | ---------- | ----------------------------------------------------------------------------- |
| Attentat de Jos      | 24 décembre 2010 | Jos (État de Plateau, Nigeria)     | 80    | Boko Haram | Sept explosions ont lieu dans la ville, faisant 80 morts,                     |
| Attaque de Maiduguri | 24 décembre 2010 | Maiduguri (État de Borno, Nigeria) | 6     | Boko Haram | Six chrétiens, dont un pasteur, sont assassinés et une église est incendiée,. |

### 2011
| Nom                   | Date             | Lieu                                                | Morts    | Auteurs                  | Description |
| --------------------- | ---------------- | --------------------------------------------------- | -------- | ------------------------ | --- |
| Attentat de Bauchi    | 29 mai 2011      | Bauchi (État de Bauchi, Nigeria)                    | 10       | Boko Haram               | L'explosion de trois bombes artisanales dans un marché situé sur une base militaire fait 10 morts et 20 blessés.                                                                                       |
| Attentat d'Abuja      | 16 juin 2011     | Abuja (Territoire de la capitale fédérale, Nigeria) | Inconnus | Boko Haram               | Premier attentat-suicide de Boko Haram, contre le quartier général de la police. |
| Massacre de Maiduguri | 9 juillet 2011   | Maiduguri (État de Borno, Nigeria)                  | 23 à 25  | Forces armées nigérianes | Après un attentat qui blesse trois militaires, des soldats de l'armée nigériane incendient un marché et massacrent 23 ou 25 civils. Amnesty International fait également état d'accusations de viols,. |
| Attentat d'Abuja      | 26 août 2011     | Abuja (Territoire de la capitale fédérale, Nigeria) | 23       | Boko Haram               | Un attentat-suicide contre la représentation des Nations unies fait 23 morts,. |
| Attentat de Damaturu  | 4 novembre 2011  | Damaturu (État de Yobe, Nigeria)                    | 150+     | Boko Haram               | Plusieurs églises du quartier chrétien de la ville sont prises pour cible par Boko Haram, ainsi que plusieurs postes de police. Les attaques font au moins 150 morts.                                  |
| Attentat de Maiduguri | 22 décembre 2011 | Maiduguri (État de Borno, Nigeria)                  | 20       | Boko Haram               | Un attentat à la bombe fait 20 morts. |
| Attaque de Potiskum   | 22 décembre 2011 | Potiskum (État de Yobe, Nigeria)                    | 5        | Boko Haram               | Quatre policiers et un civil sont tués dans une attaque. |
| Attentat de Madalla   | 25 décembre 2011 | Madalla (État de Niger, Nigeria)                    | 42       | Boko Haram               | Le jour de Noël, Boko Haram revendique un attentat contre une église, en périphérie d'Abuja, qui fait 42 morts.                                                                                        |
| Attentat de Jos       | 25 décembre 2011 | Jos (État de Plateau, Nigeria)                      | 1        | Boko Haram               | Une bombe explose près d'une église évangélique et tue un policier,. |
| Attentat de Damaturu  | 25 décembre 2011 | Damaturu (État de Yobe, Nigeria)                    | 3        | Boko Haram               | Un kamikaze en voiture se fait exploser à une antenne locale des services de renseignements (SSS) et tue trois agents.                                                                                 |

### 2012
| Nom                          | Date              | Lieu                               | Morts   | Auteurs                  | Description |
| ---------------------------- | ----------------- | ---------------------------------- | ------- | ------------------------ | --- |
| Attentat de Kaduna           | 8 avril 2012      | Kaduna (État de Kaduna, Nigeria)   | 39      | Boko Haram               | Un attentat à la bombe près d'une église fait 39 morts et plus de 30 blessés. |
| Attaque de Dikwa             | 8 avril 2012      | Dikwa (État de Borno, Nigeria)     | 3       | Boko Haram               | Dans la nuit du 8 au 9 avril 2012, des djihadistes attaquent et incendient un commissariat de police, une banque et un hôtel. Un homme politique local, un sergent de police, un civil et trois assaillants sont tués. |
| Attentat de Bauchi           | 3 juin 2012       | Bauchi (État de Bauchi, Nigeria)   | 15      | Boko Haram               | Un attentat-suicide dans une église chrétienne fait 15 morts, dont le kamikaze, et 40 blessés. |
| Attentats de Kaduna et Zaria | 17 juin 2012      | Kaduna (État de Kaduna, Nigeria)   | 16      | Boko Haram               | Des attentats-suicides frappes trois églises à Kaduna et une cathédrale et une église à Zaria, tuant 16 personnes. À Kaduna, ces attaques entraînent des représailles des chrétiens contre les musulmans, au total les violences font au moins 52 morts et 150 blessés. Boko Haram revendique les attentats le lendemain,. |
| Massacre de Mubi             | 2 octobre 2012    | Mubi (État d'Adamawa, Nigeria)     | 26 à 40 | Boko Haram               | 26 à 40 personnes sont tuées et 15 blessées par des inconnus dans un foyer universitaire. Boko Haram est suspecté,. |
| Massacre de Maiduguri        | 1er novembre 2012 | Maiduguri (État de Borno, Nigeria) | 39 à 48 | Forces armées nigérianes | Des jeunes hommes sont raflés par des militaires nigérians et mitraillés dans plusieurs quartiers de la ville. |

### 2013
| Nom                                        | Date               | Lieu                                               | Morts     | Auteurs                  | Description |
| ------------------------------------------ | ------------------ | -------------------------------------------------- | --------- | ------------------------ | --- |
| Attentat de Kano                           | 18 mars 2013       | Kano (État de Kano, Nigeria)                       | 41        | Boko Haram               | Un attentat-suicide dans une gare routière fait 41 morts et 65 blessés. |
| Bataille de Baga                           | 19 - 22 avril 2013 | Baga (État de Kano, Nigeria)                       | 187 à 228 | Forces armées nigérianes | L'armée nigériane attaque la ville de Baga. Elle affirme que 30 rebelles et six civils sont tués, mais la Croix-Rouge fait état d'au moins 187 morts tandis qu'une sénateur nigérian donne un bilan de 228 morts. Selon des témoignages d'habitants, les militaires nigérians auraient ouvert le feu sur la population sans discernement,.                                                                              |
| Massacre de Maiduguri                      | 10 juin 2013       | Maiduguri (État de Borno, Nigeria)                 | 11 à 13   | Boko Haram               | 11 à 13 personnes sont massacrées dans le quartier d'Hausari, par 10 assaillants qui avaient mis en scène un faux enterrement et cachés des fusils dans un cercueil. |
| Massacre de Damaturu                       | 16 juin 2013       | Damaturu (État de Yobe, Nigeria)                   | 9         | Boko Haram               | Sept élèves et deux professeurs sont assassinés dans un établissement scolaire. |
| Massacre de Maiduguri                      | 17 juin 2013       | Maiduguri (État de Borno, Nigeria)                 | 9         | Boko Haram               | 9 étudiants d'une école privée sont tués alors qu'ils passaient un examen. |
| Massacre de Mamudo                         | 6 juillet 2013     | Mamudo (État de Yobe, Nigeria)                     | 42        | Boko Haram (suspecté)    | Des hommes armés attaquent un lycée : 41 élèves et un professeur sont assassinés. Boko Haram a démenti être à l'origine de l'attaque, mais lui a cependant apporté son soutien. |
| Massacre de Konduga                        | 11 août 2013       | Mamudo (État de Borno, Nigeria)                    | 44        | Boko Haram               | Des hommes de Boko Haram ouvrent le feu sur la foule dans la mosquée de la ville, 44 habitants sont tués,. |
| Massacre de Ngom                           | 11 août 2013       | Ngom (État de Borno, Nigeria)                      | 12        | Boko Haram               | 12 habitants du village sont massacrés par les islamistes. |
| Massacre de Dumba                          | 19 août 2013       | Dumba (État de Bauchi, Nigeria)                    | 35        | Boko Haram               | Des hommes de Boko Haram ouvrent le feu sur des habitants à la sortie de la mosquée de la ville, 35 personnes sont tuées et 14 blessées,. |
| Massacre de Gajiram                        | 4 septembre 2013   | Gajiram (État de Borno, Nigeria)                   | 15        | Boko Haram               | Des djihadistes venus en camions ou à pied pénètrent dans le marché de la ville de Gajiran, située à 85 kilomètres de Maiduguri, dans l'état de Borno. Après s'être mêlés aux commerçants, les islamistes ouvrent le feu et tuent au moins 15 habitants,. |
| Massacre de Benisheik                      | 18 septembre 2013  | Benisheik (État de Borno, Nigeria)                 | 161       | Boko Haram               | Les hommes de Boko Haram placent des barrages sur la route entre Damaturu et Maiduguri et massacrent des automobilistes et des villageois des alentours. |
| Massacre de la route de Maiduguri à Damboa | 19 septembre 2013  | Entre Maiduguri et Damboa (État de Borno, Nigeria) | 16        | Boko Haram               | 16 autres voyageurs sont assassinés. |
| Massacre de Gujba                          | 29 septembre 2013  | Gujba (État de Yobe, Nigeria)                      | 44        | Boko Haram               | 40 à 50 étudiants du collège agricole de la ville sont massacrés. |
| Massacre de Logomani                       | 20 octobre 2013    | Logomani (État de Yobe, Nigeria)                   | 19        | Boko Haram               | 19 automobilistes massacrés par balles ou à coups de machettes. |
| Massacre de Gulumba                        | 31 octobre 2013    | Gulumba (État de Borno, Nigeria)                   | 27        | Boko Haram               | 27 civils sont massacrés. |
| Massacre de Gulumba                        | 1er novembre 2013  | Gulumba (État de Borno, Nigeria)                   | 13        | Boko Haram               | 13 passagers d'un bus sont tués dans une embuscade, près de Gulumba. |
| Massacre de Firgu                          | 2 novembre 2013    | Firgu (État d'Adamawa, Nigeria)                    | 30        | Boko Haram               | Un convoi nuptial est attaqué sur la route de Bama-Banki et au moins 30 personnes sont tuées. |
| Massacre de Sandiya                        | 21 novembre 2013   | Sandiya (État de Borno, Nigeria)                   | 30        | Boko Haram               | Une trentaine d'islamistes se déplaçant à bord de pick-up et de motos entrent dans le village « en chantant Allahu Akbar et en tirant partout ». Ils auraient voulu se venger des habitants accusés de « collaborer avec les forces de sécurité pour les traquer » : 12 personnes sont assassinées,. |
| Massacre de Sabon Gari                     | 29 novembre 2013   | Sabon Gari (État de Borno, Nigeria)                | 17        | Boko Haram               | Vers 23h35, les djihadistes de Boko Haram attaquent le village de Sabon Gari, dans le district de Damboa, dans l'État de Borno, à 90 kilomètres de Maiduguri. Des hommes armés, transportés par des pick-up, incendient une centaine de boutiques et détruisent plusieurs véhicules. Les djihadistes repartent finalement vers 4 heures du matin. 17 personnes sont tuées dans l'attaque du village, selon des témoins. |
| Massacre de Baga                           | 1er décembre 2013  | Baga (État de Borno, Nigeria)                      | 7         | Boko Haram               | 7 pêcheurs sont tués et 14 blessés par les djihadistes. |
| Massacre de Tashan Alade                   | 28 décembre 2013   | Tashan Alade (État de Borno, Nigeria)              | 12        | Boko Haram               | Dans ce village dont la population est majoritairement chrétienne, deux ou trois hommes suspectés d'être des djihadistes se rendent à une fête - un enterrement de vie de garçon ou un mariage - et ouvrent le feu sur la foule « sans distinction » : 12 personnes sont tuées et 7 blessées,. |

### 2014
| Nom                                                | Date                            | Lieu                                                            | Morts     | Auteurs                  | Description |
| -------------------------------------------------- | ------------------------------- | --------------------------------------------------------------- | --------- | ------------------------ | --- |
| Massacre de Madobi                                 | 7 janvier 2014                  | Près de Madobi (État de Kano, Nigeria)                          | 3         | Boko Haram               | Des hommes armés ouvrent le feu sur une mosquée. Trois personnes sont tuées et douze sont blessées. |
| Massacre de Yawuma-ango et Jabulam                 | 12 janvier 2014                 | Yawuma-ango et Jabulam (État de Borno, Nigeria)                 | 5         | Boko Haram               | Cinq hommes sont tués dans ces deux villages. |
| Attentat de Maiduguri                              | 14 janvier 2014                 | Maiduguri (État de Borno, Nigeria)                              | 19        | Boko Haram               | Un attentat-suicide commis dans un marché de la ville fait 19 morts. |
| Massacre de Gashigar                               | 16 janvier 2014                 | Gashigar (État de Borno, Nigeria)                               | 10        | Boko Haram               | Dans le village de pêcheurs de Gashigar, situé dans l'État de Borno, sept habitants sont tués par balles par des hommes suspectés d'être de Boko Haram. Trois autres se noient en tentant de fuir et les assaillants brûlent une soixantaine de maisons.                                                           |
| Massacre de Njaba                                  | 21 janvier 2014                 | Njaba (État de Borno, Nigeria)                                  | 10        | Boko Haram               | Dix habitants sont tués par des hommes de Boko Haram et des dizaines de maisons sont incendiées. |
| Massacre de Kaya                                   | 22 janvier 2014                 | Kaya (État de Borno, Nigeria)                                   | 8         | Boko Haram               | Huit habitants sont tués par les djihadistes. |
| Massacre de Kawuri                                 | 26 janvier 2014                 | Kawuri (État de Borno, Nigeria)                                 | 85        | Boko Haram               | 85 personnes sont massacrées par Boko Haram. |
| Massacre de Waga Chakawa                           | 26 janvier 2014                 | Waga Chakawa (État de Borno, Nigeria)                           | 45        | Boko Haram               | 45 personnes sont tuées lors de l'attaque d'une église chrétienne pendant une messe. |
| Massacre de Konduga                                | 11 février 2014                 | Konduga (État de Borno, Nigeria)                                | 39 à 51   | Boko Haram               | 39 à 51 habitants sont massacrés par Boko Haram,. |
| Massacre de Wajirko                                | 11 février 2014                 | Wajirko (État de Borno, Nigeria)                                | 4         | Boko Haram               | Quatre personnes sont tuées et six blessées. |
| Massacre d'Izghe                                   | 15 février 2014                 | Izghe (État de Borno, Nigeria)                                  | 106       | Boko Haram               | 106 habitants, en majorité des chrétiens, sont massacrés par Boko Haram,. |
| Massacre de Bama                                   | 15 février 2014                 | Bama (État de Borno, Nigeria)                                   | 98        | Boko Haram               | 98 habitants sont tués lors d'un raid de Boko Haram sur la ville. |
| Massacre de Buni Yadi                              | 25 février 2014                 | Buni Yadi (État de Borno, Nigeria)                              | 59        | Boko Haram               | 59 lycéens sont tués lors de l'attaque de leur dortoirs par Boko Haram. |
| Massacre de Shuwa, de Kirchinga et de Michika      | 27 février 2014                 | Buni Yadi (État de Borno, Nigeria)                              | 37        | Boko Haram               | Les villages de Shuwa, de Kirchinga et de Michika sont la cible de trois attaques, dont l'une contre un collège chrétien, faisant 37 morts. L’armée a confirmé les trois attaques mais n’a fait état que d’un soldat et de trois civils tués, ainsi que six islamistes.                                            |
| Attentat de Maiduguri                              | 1er mars 2014                   | Maiduguri (État de Borno, Nigeria)                              | 69        | Boko Haram               | Des bombes cachées dans deux camionnettes explosent au milieu de la foule, faisant au moins 69 morts. |
| Massacre de Mainok                                 | 1er mars 2014                   | Mainok (État de Borno, Nigeria)                                 | 39        | Boko Haram               | Les djihadistes ouvrent le feu sur une foule et tuent 39 personnes. |
| Massacre de Mafa                                   | 2 mars 2014                     | Mafa (État de Borno, Nigeria)                                   | 29        | Boko Haram               | 29 habitants sont tués dans l'attaque de la localité par les islamistes. |
| Bataille de Giwa                                   | 14 mars 2014                    | Maiduguri (État de Borno, Nigeria)                              | ~ 600     | Forces armées nigérianes | Environ 600 prisonniers sont fusillés par l'armée nigériane après une attaque de Boko Haram contre une caserne et une prison de Maiduguri. |
| Attentat de Ngurosoye                              | 18 mars 2014                    | Ngurosoye (État de Borno, Nigeria)                              | 32        | Boko Haram               | Au moins 32 villageois sont tués. |
| Attentat de Maiduguri                              | 25 mars 2014                    | Maiduguri (État de Borno, Nigeria)                              | 11        | Boko Haram               | Deux attentats font au moins 11 morts, dont 5 policiers,. |
| Attentat de Mulai                                  | 1er avril 2014                  | Maiduguri (État de Borno, Nigeria)                              | 15        | Boko Haram               | 15 civils sont tués et 17 blessés par six kamikazes. |
| Massacre de Buni Gari                              | 5 avril 2014                    | Buni Gari (État de Yobe, Nigeria)                               | 17        | Boko Haram               | 17 habitants sont tués, dont certains dans une mosquée, lorsque des hommes de Boko Haram ouvrent le feu sur la population. |
| Massacre de Dikwa                                  | 10 avril 2014                   | Dikoa (État de Borno, Nigeria)                                  | 8         | Boko Haram               | Six professeurs et deux agents de sécurité sont assassinés dans un collège et plusieurs femmes sont également enlevées. Le même jour, trois autres habitants sont tués à Kala-Balge. |
| Massacre de la route de Maiduguri à Biu            | 11 avril 2014                   | Entre Maiduguri et Biu (État de Borno, Nigeria)                 | 8         | Boko Haram               | La route est bloquée par des rebelles islamistes près du village de Dalwa et huit automobilistes sont assassinés. |
| Massacre d'Amchaka                                 | 13 avril 2014                   | Amchaka (État de Borno, Nigeria)                                | 60        | Boko Haram               | 60 villageois sont tués par Boko Haram. |
| Premier attentat de Nyanya                         | 14 avril 2014                   | Abuja (Territoire de la capitale fédérale, Nigeria)             | 75        | Boko Haram               | Un véhicule piégé fait 75 morts et 141 blessés dans une gare routière en périphérie d'Abuja, la capitale du pays. L'attaque est revendiquée par Boko Haram. |
| Deuxième attentat de Nyanya                        | 1er mai 2014                    | Abuja (Territoire de la capitale fédérale, Nigeria)             | 19        | Boko Haram               | 19 personnes sont tuées et 80 blessés dans un attentat commis à une gare routière. |
| Massacre de Gamboru Ngala                          | 5 mai 2014                      | Gamboru (État de Borno, Nigeria)                                | 336       | Boko Haram               | Au moins 336 habitants, hommes, femmes et enfants, sont massacrés par Boko Haram,. |
| Attentat de Kano                                   | 18 mai 2014                     | Kano (État de Kano, Nigeria)                                    | 4         | Boko Haram               | Un kamikaze tue quatre civils, dont une fille de 12 ans. |
| Massacre de Shawa                                  | 19 mai 2014                     | Shawa (État de Borno, Nigeria)                                  | 10        | Boko Haram               | 10 personnes sont tuées par les islamistes,. |
| Massacre d'Alagarno                                | 20 mai 2014                     | Alagarno (État de Borno, Nigeria)                               | 20        | Boko Haram               | 20 habitants sont massacrés par les islamistes,. |
| Attentat de Jos                                    | 20 mai 2014                     | Jos (État de Plateau, Nigeria)                                  | 118 à 150 | Boko Haram               | Au moins 118 personnes sont tuées par l'explosion de deux véhicules piégés dans un marché de la ville. |
| Massacre de Chukku Nguddoa                         | 21 mai 2014                     | Chukku Nguddoa (État de Borno, Nigeria)                         | 29        | Boko Haram               | 29 paysans sont massacrés et 10 autres blessés par les hommes de Boko Haram qui incendient également le village. |
| Massacre de Kerenua                                | 22 mai 2014                     | Kerenua (État de Borno, Nigeria)                                | 29        | Boko Haram               | Kerenua et deux autres villages sont mis à sac par les islamistes qui tuent 29 habitants. |
| Massacre de Kamuya                                 | 25 mai 2014                     | Kerenua (État de Borno, Nigeria)                                | 24        | Boko Haram               | Des hommes armés ouvrent le feu sur la foule d'un marché et tuent 24 personnes. |
| Massacre d'Ashigashiya                             | 26 mai 2014                     | Ashigashiya (État de Borno, Nigeria)                            | 9         | Boko Haram               | À Ashigashiya et dans un autre village de l'État de Borno, les islamistes assassinent neuf habitants. |
| Massacre de Gumushi                                | 28 mai 2014                     | Gumushi, Amuda et Arbokko (État de Borno, Nigeria)              | 35 à 51   | Boko Haram               | 35 à 51 habitants sont tués dans les villages de Gumushi, Amuda et Arbokko. |
| Massacre de Nuwari, Musari et Walori               | 29 mai 2014                     | Nuwari, Musari et Walori (État de Borno, Nigeria)               | 15        | Boko Haram               | À Nuwari, Musari et Walori, près de la frontière camerounaise ; des attaques contre les villageois font au moins 15 morts. |
| Attentat de Mubi                                   | 1er juin 2014                   | Mubi (État d'Adamawa, Nigeria)                                  | 40+       | Boko Haram               | Plus de 40 personnes sont tuées par l'explosion d'un véhicule piégé à l'intérieur d'un stade de football. |
| Massacre de Goshe, Attagara, Agapalwa et Aganjara  | 3 juin 2014                     | Nuwari, Musari et Walori (État de Borno, Nigeria)               | 110 à 500 | Boko Haram               | Plusieurs centaines de villageois sont massacrés par Boko Haram. |
| Massacre de Bardari                                | 4 juin 2014                     | Bardari (État de Borno, Nigeria)                                | 42 à 45   | Boko Haram               | Au moins 42 villageois sont tués par les islamistes |
| Massacre de Tohya et Wurojene                      | 11 juin 2014                    | Tohya et Wurojene (État de Borno, Nigeria)                      | 5         | Boko Haram               | Les djhadistes tuent au moins cinq villageois à Tohya et Wurojene, près de Chibok. |
| Massacre de Daku                                   | 13 juin 2014                    | Daku (État de Borno, Nigeria)                                   | 15        | Boko Haram               | Au moins 15 personnes sont tuées dans le village chrétien de Daku lorsqu'une vingtaine d'assaillants ouvrent le feu sur la foule du marché. |
| Attentat de Damaturu                               | 17 juin 2014                    | Damaturu (État de Yobe, Nigeria)                                | 21        | Boko Haram               | Un attentat fait 21 morts et 27 blessés dans un centre de visionnage retransmettant un match de la Coupe du monde de football. |
| Massacre de Kwaranglum et Tsaha                    | 20 juin 2014                    | Kwaranglum et Tsaha (État de Borno, Nigeria)                    | 10+       | Boko Haram               | Plus de 10 villageois sont tués lors d'une attaque de Boko Haram à Kwaranglum et Tsaha, près de Chibok. |
| Attentat de Kano                                   | 23 juin 2014                    | Kano (État de Kano, Nigeria)                                    | 8         | Boko Haram               | Un attentat contre l'université de la ville fait 8 morts et 12 blessés. |
| Attentat d'Abuja                                   | 25 juin 2014                    | Abuja (Territoire de la capitale fédérale, Nigeria)             | 8         | Boko Haram               | Une voiture piégée explose près d'un centre commercial, faisant 22 morts et 17 blessés. |
| Massacre de Kwada, Ngurojina, Karagau et Kautikari | 29 juin 2014                    | Kwada, Ngurojina, Karagau et Kautikari (État de Borno, Nigeria) | 54+       | Boko Haram               | Plusieurs églises chrétiennes sont attaquées pendant la messe par Boko Haram et au moins 54 personnes sont tuées,. |
| Attentat de Maiduguri                              | 1er juillet 2014                | Maiduguri (État de Borno, Nigeria)                              | 15+       | Boko Haram               | L'explosion d'un camion piégé sur le marché de Monday Market fait au moins 15 morts, dont des commerçantes âgées et des enfants. |
| Massacre de Krenuwa                                | 6 juillet 2014                  | Krenuwa (État de Borno, Nigeria)                                | 6         | Boko Haram               | Le village est attaqué par Boko Haram et six civils sont assassinés, tandis qu'un milicien et cinq islamistes sont tués lors de l'affrontement qui suit l'attaque. |
| Massacre de Dille                                  | 14 juillet 2014                 | Dille (État de Borno, Nigeria)                                  | 6         | Boko Haram               | 38 habitants d'un village chrétien sont massacrés. |
| Massacre de Damboa                                 | 17 - 18 juillet 2014            | Dille (État de Borno, Nigeria)                                  | 100+      | Boko Haram               | Plus de 100 habitants sont massacrés par Boko Haram lors de l'attaque de la ville. |
| Attentats de Kaduna                                | 23 juillet 2014                 | Kaduna (État de Kaduna, Nigeria)                                | 42        | Boko Haram               | Deux attaques kamikazes ont lieu, dont une visant le général Muhammadu Buhari, et font au moins 42 morts. |
| Massacre de Garubula                               | 23 juillet 2014                 | Garubula (État de Borno, Nigeria)                               | 12        | Boko Haram               | Douze personnes, dont le chef du village, sont abattus par des hommes de Boko Haram à Garubula, près de Biu. |
| Attentat de Kano                                   | 24 juillet 2014                 | Kano (État de Kano, Nigeria)                                    | 1         | Boko Haram               | Un engin explosif improvisé caché dans une fontaine à eau explose à une gare routière. L'attentat tue une femme et fait huit blessés. |
| Attentat de Kano                                   | 27 juillet 2014                 | Kano (État de Kano, Nigeria)                                    | 5         | Boko Haram               | Une bombe actionnée à distance explose devant l'église Saint-Charles du quartier chrétien de Sabon Gari. Cinq personnes sont tuées et huit blessées par l'attentat. Le même jour, dans la même ville, une femme kamikaze blesse cinq policiers.                                                                    |
| Attentat de Kano                                   | 30 juillet 2014                 | Kano (État de Kano, Nigeria)                                    | 6         | Boko Haram               | Une femme kamikaze se fait exploser à la faculté de la ville et tue six étudiants. |
| Bataille de Gwoza                                  | 6 août 2014                     | Gwoza (État de Borno, Nigeria)                                  | ~ 600     | Boko Haram               | Boko Haram s'empare de la ville de Gwoza et tue 600 personnes selon Amnesty International,. |
| Massacre de Zigagué                                | 6 août 2014                     | Zigagué (Région de l'Extrême-Nord, Cameroun)                    | 10        | Boko Haram               | Dix personnes, dont un militaire, sont tuées au cours d'une attaque de Boko Haram. |
| Attaque de Doron Baga                              | 10 août 2014                    | Doron Baga (État de Borno, Nigeria)                             | 28        | Boko Haram               | Des hommes de Boko Haram font un raid contre un village de pêcheurs situé sur le Lac Tchad. Au moins 97 jeunes hommes âgés de 15 à 30 ans sont emmenés de force par les djihadistes, qui brûlent également plusieurs habitations et tuent 28 hommes et ne laissent dans le village que les enfants et les femmes,. |
| Massacre de Durwa et Maforo                        | 17 août 2014                    | Durwa et Maforo (État de Borno, Nigeria)                        | 10        | Boko Haram               | Dans ces deux villages, 10 réfugiés venus du village de Krenuwa sont massacrés par les djihadistes. |
| Attentat de Kano                                   | 17 septembre 2014               | Kano (État de Kano, Nigeria)                                    | 13        | Boko Haram               | Deux kamikazes se font exploser à l'intérieur d'un campus, faisant 13 morts et 34 blessés,. |
| Massacre de Mainok                                 | 19 septembre 2014               | Mainok (État de Borno, Nigeria)                                 | 23        | Boko Haram               | Au moins 23 civils sont tués par Boko Haram dans l'attaque d'un marché. |
| Massacre de Ngambu                                 | 6 octobre 2014                  | Ngambu (État de Borno, Nigeria)                                 | 7         | Boko Haram               | Sept civils sont décapités par les djihadistes. |
| Massacre de Gava                                   | 19 octobre 2014                 | Ngambu (État de Borno, Nigeria)                                 | 7         | Boko Haram               | Cinq civils sont abattus par des islamistes. |
| Attentat d'Azare                                   | 22 octobre 2014                 | Azare (État de Borno, Nigeria)                                  | 5         | Boko Haram               | Un attentat à la bombe fait cinq morts et douze blessés. |
| Massacre de Ndongo                                 | 23 octobre 2014                 | Ndongo (État de Borno, Nigeria)                                 | 17        | Boko Haram               | Des villageois sont assassinés par des hommes de Boko Haram,. |
| Attentat de Potiskum                               | 3 novembre 2014                 | Potiskum (État de Yobe, Nigeria)                                | 29        | Boko Haram               | Un kamikaze se fait exploser un milieu d'un cortège chiite lors de l'achoura, tuant 29 personnes. |
| Attentat de Potiskum                               | 10 novembre 2014                | Potiskum (État de Yobe, Nigeria)                                | 47        | Boko Haram               | L'attaque d'un kamikaze contre une école fait 47 morts et 79 blessés. |
| Massacre d'Azaya Kura                              | 19 novembre 2014                | Azaya Kura (État de Borno, Nigeria)                             | 45        | Boko Haram               | 45 habitants sont tués par les hommes de Boko Haram lors de l'attaque du village. |
| Massacre de Dogon Fill                             | 20 novembre 2014                | Dogon Fill (État de Borno, Nigeria)                             | 48        | Boko Haram               | Boko Haram noie et égorge 48 vendeurs de poissons. |
| Massacres de Damasak                               | 24 novembre 2014 - 17 mars 2015 | Damasak (État de Borno, Nigeria)                                | ~ 400     | Boko Haram               | Environ 50 habitants sont tués après la prise de la ville par les djihadistes,. Au total, des centaines de personnes sont massacrées pendant l'occupation de la ville par les djihadistes. |
| Attentat de Maiduguri                              | 25 novembre 2014                | Maiduguri (État de Borno, Nigeria)                              | 45+       | Boko Haram               | Au moins 45 personnes tuées par deux femmes kamikazes. |
| Attentat de Kano                                   | 28 novembre 2014                | Kano (État de Kano, Nigeria)                                    | 120       | Boko Haram               | Une attaque commise à la grande mosquée de la ville par des kamikazes et des hommes armés fait au moins 120 morts et 270 blessés. |
| Massacre de Mundu                                  | ? décembre 2014                 | Mundu (État de Borno, Nigeria)                                  | 5         | Forces armées nigérianes | Le village de Mundu est attaqué et brûlé par l'armée nigériane, cinq civils sont tués. |
| Bataille de Damaturu                               | 1er décembre 2014               | Damaturu (État de Yobe, Nigeria)                                | 115       | Boko Haram               | 115 civils sont tués et 78 blessés, dont plusieurs massacrés par les djihadistes lors d'une attaque contre la ville. |
| Massacre de Gajiganna                              | 10 décembre 2014                | Gajiganna (État de Borno, Nigeria)                              | 11        | Boko Haram               | Des islamistes présumés assassinent 11 personnes. |
| Attentat de Jos                                    | 11 décembre 2014                | Jos (État de Plateau, Nigeria)                                  | 40+       | Boko Haram               | Un double attentat-suicide fait au moins 40 morts. |
| Massacre de Madagali                               | 14 décembre 2014                | Madagali (État de Borno, Nigeria)                               | 100+      | Boko Haram               | Au moins 100 hommes sont exécutés pour avoir refusé de rejoindre Boko Haram. |
| Massacre de Gumsuri                                | 14 décembre 2014                | Gumsuri (État de Borno, Nigeria)                                | 32+       | Boko Haram               | Au moins 32 personnes sont tuées, dont l'imam et le chef de milice du village, et 185 à 191 enlevées, dont des femmes et des enfants, dans l'attaque du village de Gumsuri. |
| Attentat de Gombe                                  | 22 décembre 2014                | Gombe (État de Gombe, Nigeria)                                  | 20        | Boko Haram               | Deux bombes déposées dans une gare d'autobus font au moins 20 morts et 60 blessés. |
| Attentat de Bauchi                                 | 22 décembre 2014                | Bauchi (État de Bauchi, Nigeria)                                | 7         | Boko Haram               | Une explosion dans un marché fait au moins 7 morts et 19 blessés. |

### 2015
| Nom                                 | Date                  | Lieu                                                    | Morts              | Auteurs                     | Description |
| ----------------------------------- | --------------------- | ------------------------------------------------------- | ------------------ | --------------------------- | --- |
| Massacre de la route de Waza à Mora | 1er janvier 2015      | Entre Waza et Mora (Région de l'Extrême-Nord, Cameroun) | 11                 | Boko Haram                  | Entre le Parc national de Waza et la ville de Mora, au Cameroun, les djihadistes enlèvent un car près de la frontière et emportent plusieurs otages. Onze passagers sont retrouvés égorgés, et six autres blessés. |
| Bataille d'Achigachia               | 1er ou 8 janvier 2015 | Achigachia (Région de l'Extrême-Nord, Cameroun)         | 30 à 88            | Forces armées camerounaises | Des exécutions sommaires sont commises par les forces camerounaises le 1er ou le 8 janvier 2015, lorsque ces dernières reprennent le contrôle de la ville lors de la bataille d'Achigachia. Une vidéo filmée par un soldat et authentifiée par France 24, montre le massacre d'une dizaine de personnes vêtus d'habits civils, criblées de balles par des militaires. Des témoins font quant à eux état d'au moins 30 à 88 personnes massacrées, dont de nombreux vieillards qui n'avaient pu fuir la ville. |
| Massacre de Baga                    | 3 - 7 janvier 2015    | Baga (État de Borno, Nigeria)                           | 150 à 2 000        | Boko Haram                  | Boko Haram prend le contrôle de la base militaire de Baga puis détruit 16 localités dont Baga, faisant de plusieurs centaines à 2 000 morts et 20 000 déplacés selon Amnesty International et la presse anglo-saxonne. |
| Massacre de Katarko                 | 6 janvier 2015        | Katarko (État de Yobe, Nigeria)                         | 25                 | Boko Haram                  | Boko Haram attaque le village, tue 25 hommes et capture 218 habitants, dont 192 sont finalement relâchés le 23 janvier. |
| Attentat de Maiduguri               | 10 janvier 2015       | Maiduguri (État de Borno, Nigeria)                      | 19                 | Boko Haram                  | Une petite fille de 10 ans se fait exploser dans un marché de la ville. La bombe tue 19 personnes et fait 18 blessés. |
| Attentat de Potiskum                | 11 janvier 2015       | Potiskum (État de Yobe, Nigeria)                        | 4                  | Boko Haram                  | Un double attentat-suicide commis par deux femmes dans le marché de Kasuwar Jagwal tue quatre civils et en blesse 20 autres. |
| Attentat de Gombe                   | 16 janvier 2015       | Gombe (État de Gombe, Nigeria)                          | 5                  | Boko Haram                  | Un kamikaze se fait exploser dans le marché de Kasuwar Arawa, faisant 5 morts et 11 blessés. |
| Massacre de Gashagar                | 17 janvier 2015       | Gashagar (État de Gombe, Nigeria)                       | Plusieurs dizaines | Boko Haram                  | Des djihadistes attaquent le marché du village à la mitrailleuse et font des dizaines de victimes. |
| Attentat de Gombe                   | 18 janvier 2015       | Gombe (État de Gombe, Nigeria)                          | 4                  | Boko Haram                  | Un kamikaze fait 4 morts et 48 blessés dans une gare routière. |
| Massacre de Kambari                 | 23 janvier 2015       | Kambari (État de Borno, Nigeria)                        | 15                 | Boko Haram                  | Des hommes de Boko Haram attaquent le village de Kambari, près de Maiduguri, et tuent 15 personnes. |

#### Février 2015
En juillet 2014, Jeune Afrique comptabilise 9 attaques djihadistes qui causent la mort d'au moins 225 civils. En août 2014, Jeune Afrique comptabilise 3 attaques djihadistes qui causent la mort d'au moins 638 civils. En septembre 2014, Jeune Afrique comptabilise 2 attaques djihadistes qui causent la mort d'au moins 36 civils. En octobre 2014, Jeune Afrique comptabilise 4 attaques djihadistes qui causent la mort d'au moins 34 civils. En novembre 2014, Jeune Afrique comptabilise 8 attaques djihadistes qui causent la mort d'au moins 395 civils. En décembre 2014, Jeune Afrique comptabilise 7 attaques djihadistes qui causent la mort d'au moins 325 civils. En janvier 2015, Jeune Afrique comptabilise 9 attaques djihadistes qui causent la mort d'au moins 300 civils. En février 2015, Jeune Afrique comptabilise 12 attaques djihadistes qui causent la mort d'au moins 235 civils.
Le 1er
- Potiskum : attentat suicide près du domicile d'un homme politique fait sept morts[182].
- Gombe : deux explosions font cinq morts[182].

Le 2
- Gombe : un attentat-suicide commis par deux femmes kamikazes vise le président Goodluck Jonathan, il a lieu dans le parking du stade de Gombe quelques minutes après le départ du président. L'explosion fait 18 blessés[183].

Le 4
- Bataille de Fotokol : 81 à 400 civils camerounais sont massacrés par les hommes de Boko Haram lors d'une attaque contre la ville de Fotokol[184].

Le 15
- Damaturu : un attentat-suicide fait 7 morts et 32 blessés[185].

Le 17
- Yamarkumi, près de Biu : trois kamikazes font 36 morts dans le village[186].
- Potiskum : un kamikaze fait deux morts et 13 blessés graves dans un restaurant[186].

Le 20
- Thlaimakalama et Gatamarwa, près de Chibok : les deux villages sont détruits par les djihadistes, 30 habitants sont tués[187].

Le 22
- Potiskum : une petite fille kamikaze de 7 ans fait 5 morts et 19 blessés dans le marché de Kasuwar Jagwal[188].

Le 24
- Potiskum : une bombe explose dans un bus à la gare de Tashar Dan-Borno, faisant au moins 17 morts et 27 blessés[189],[190].
- Kano : deux kamikazes font 10 à 34 morts dans une gare routière[190],[191].

Le 26
- Biu : un kamikaze se fait exploser jeudi dans une gare routière et fait au moins 18 morts. Un second kamikaze a est abattu par des militaires avant de pouvoir actionner sa charge explosive[191].
- Jos : un attentat fait 17 morts[192].

#### Mars 2015
En mars 2015, Jeune Afrique comptabilise 8 attaques djihadistes qui causent la mort d'au moins 316 civils.
Entre le 2 et le 19 mars
- Bama : les djihadistes de Boko Haram brûlent puis abandonnent la ville devant l'avancée de l'armée nigériane. Avant de partir, les combattants massacrent leurs femmes, généralement mariées de force, dans le but selon des témoins, qu'elles restent « pures » et ne se remarient pas avec des « infidèles » et ce « jusqu'à ce qu'ils se retrouvent au paradis ». Le massacre fait au moins plusieurs dizaines de victimes et aurait été ordonné par un chef du groupe, certains combattants auraient cependant refusé d'obéir[193],[194],[195],[196],[197],[198],[199],[200].

Le 2
- Lac Tchad : les djihadistes attaquent des villages insulaires, au moins 19 habitants sont tués[201].

Le 5
- Gwoza : plusieurs habitants sont massacrés par les djihadistes[202].

Le 6
- Massacre de Najba : 68 habitants d'un village sont massacrés par les djihadistes[203].

Le 7
- Attentat de Maiduguri : trois explosions font 58 morts et 139 blessés[204].

Le 10
- Maiduguri : un kamikaze fait 7 morts et 17 blessés dans le marché Monday Market[205].

le 15
- Gwoza : comme à Bama, les djihadistes massacrent leurs femmes avant de s'enfuir, sur un ordre qui aurait pu avoir été donné par Abubakar Shekau lui-même[206]

Le 19
- Gamboru Ngala : Boko Haram reprend la ville, abandonnée par l'armée tchadienne, et massacre 11 réfugiés qui avaient regagné leurs maisons[207].

Le 20
- Damasak (en) : après la bataille de Damasak, un charnier contenant environ une centaine de corps, dont des vieillards, des femmes et des enfants, exécutés par balles ou décapités, est exhumé[208],[209].

Le 27
- Buratai : Boko Haram décapite au moins 23 personnes dans un village[210].

Entre le 20 mars et le 5 avril
- Zelevet : une vidéo publiée le 9 juillet 2018 sur les réseaux sociaux montre l'exécution sommaire par des soldats camerounais de deux femmes, d'un bébé et d'une petite fille. Une enquête de la BBC conclut que la tuerie a été commise par des soldats camerounais dans le village de Zelevet, entre le 20 mars et le 5 avril 2015[211],[212].

#### Avril 2015
En avril 2015, Jeune Afrique comptabilise 4 attaques djihadistes qui causent la mort d'au moins 69 civils.
Le 3
- Près de Tchoukou Telia : des djihadistes tendent une embuscade et tuent sept civils tchadiens, certains sont égorgés, d'autres tués par balle[213].

Le 5
- Kwajafa : des hommes de Boko Haram ouvrent le feu sur la foule dans un village et tuent 24 personnes[214].

Le 17
- Bia : 19 personnes sont tuées dans un raid de Boko Haram sur un village, la plupart des victimes sont décapitées[215],[216].

Le 27
- Bultaram : 21 déplacés qui tentaient regagner leur village sont arrêtés par des hommes de Boko Haram et abattus par balles[217].

#### Mai 2015
En mai 2015, Jeune Afrique comptabilise 5 attaques djihadistes qui causent la mort d'au moins 107 civils.
Le 14
- Maiduguri : trois femmes kamikazes se font exploser au cours d'une attaque, au moins trois militaires et six miliciens sont tués[218].

Le 15
- Kayamla et Bale : Boko Haram attaque deux villages et massacre 55 personnes, dont 30 à Kayamla et 25 à Bale[219].

Le 16
- Damaturu : un attentat-suicide dans une gare routière fait 7 morts et environ 30 blessés[220].

Le 25
- Pambula-Kwamda : des djihadistes entrent pendant la nuit dans un village de l'État d'Adamawa et tuent 10 hommes à la machette[221].

Le 30
- Maiduguri : un attentat dans une mosquée fait 26 morts[222].

Selon le Council on Foreign Relations, 73 civils sont tués par Boko Haram du 16 et 21 mai lors de cinq attaques, dont deux opérations kamikazes.

#### Juin 2015
En juin 2015, Jeune Afrique comptabilise 9 attaques djihadistes qui causent la mort d'au moins 221 civils.
Le 2
- Maiduguri : Un attentat-suicide sur un marché de bétail fait 13 morts et 24 blessés selon la Croix-Rouge[224].

Le 4
- Yola : un attentat dans un marché fait au moins 31 morts et 38 blessés[225].

Le 7
- Huyum : le village est incendié par Boko Haram et au moins 15 habitants sont tués[226].

Le 11
- Une attaque djihadiste a lieu dans cinq villages de l'État de Borno, 37 civils sont massacrés[227].

Le 15
- Attentat de N'Djaména : la capitale tchadienne, est pour la première la cible d'attaques kamikazes de Boko Haram qui font 38 morts, dont trois terroristes, et 101 blessés[228],[229].

Le 18
- Massacre de Lamana et Ngoumao : Boko Haram attaque deux villages au Niger, faisant 38 morts dont 14 femmes et 14 enfants[230].

Le 22
- Maiduguri : un double attentat-suicide fait 10 à 20 morts dans un marché[231].
- Debiro Biu : une trentaine de djihadistes attaquent un village reculé et tuent 20 personnes[232].

Le 23
- Gujba : une petite fille kamikaze de 12 ans fait 10 morts et au moins 30 blessés dans un marché[233].
- Debiro Hawul : les auteurs de l'attaque de Debiro Biu attaquent un second village et font 22 morts[232].
- Près de Bosso, 15 villageois sont tués par l'EI[234].

#### Juillet 2015
À la mi-juillet 2015, Jeune Afrique comptabilise 12 attaques djihadistes qui causent la mort d'au moins 338 civils.
Le 1er
- Monguno : deux villages situés à 8 kilomètres de cette ville sont attaqués par Boko Haram et 48 civils sont fusillés[235]
- Massacre de Kukawa : 97 habitants sont massacrés par les djihadistes[235].

Le 2
- Malari : une adolescente kamikaze de 15 ans se fait exploser dans une mosquée et tue 12 personnes[236].
- Mussa : 31 habitants d'un village sont massacrés[237],[238].

Le 3
- Miringa : le village est envahi pendant la nuit et 11 hommes sont fusillés pour avoir refusé de rejoindre Boko Haram[238].
- Attentat de Zabarmari : une attaque de six kamikazes fait 55 morts[239],[237].

Le 5
- Potiskum : un attentat-suicide dans une église fait cinq morts[240].
- Merom : Boko Haram attaque deux villages au bord du Lac Tchad. 13 hommes sont égorgés à Merom la nuit du 4 au 5, puis une douzaine de chameliers sont égorgés à leur tour dans un autre village quelques heures plus tard. Les assaillants prennent la fuite lorsque les gardes du corps du chef de canton ont fini par riposter par des tirs[241].
- Attentat de Jos : deux explosions dans un centre commercial et une mosquée font 51 morts[242].

Le 7
- Zaria : un attentat kamikaze dans des locaux administratif fait 25 morts et 32 blessés[243].

Le 10
- Quatre villages près de Monguno sont attaqués par l'État islamique et au moins 43 personnes sont fusillées ou égorgées[244].

Le 11
- N'Djaména : un homme dissimulé sous un voile intégral se fait exploser dans un marché, faisant au moins 15 morts[245].

Le 12
- Fotokol : deux kamikazes se font exploser, le premier dans un marché tuant 13 civils et un militaire tchadien, le second près d'une base du BIR de l'armée camerounaise, sans faire de victimes cette fois. 4 militaires tchadiens et 3 militaires camerounais sont également blessés[246],[247],[248].

Le 14
- Tetewa : une île du Lac Tchad en territoire tchadien est attaquée pendant la nuit du 13 au 14 par une quinzaine d'hommes armés qui massacrent cinq enfants élèves dans une école coranique et un commerçant malien[249].
- Garin-Giwa : huit personnes sont exécutées par les djihadistes sur ce village au bord du lac Tchad[250].
- Ngamdu : au moins 20 automobilistes sont massacrées par l'EI[250].
- Damasak : au moins 5 habitants sont tués[250].

Le 15
- Gamgara, près de Bosso : une dizaine de villageois sont tués par Boko Haram[251]

Le 16
- Attentat de Gombe : une double explosion a fait 49 morts et 71 blessés dans le marché central[252],[253].

Le 17
- Damaturu : trois jeunes filles mineures kamikazes se font exploser, près d'une mosquée et du terrain de prière de l'Aïd el-Fitr, font au moins 13 morts[254],[255].

Le 22
- Maroua : un double attentat-suicide effectué deux petites filles dans le marché central et le quartier Barmaré fait au moins 13 morts, dont les deux kamikazes, et 32 blessés[256],[257].
- Gombe : trois explosions dans une mosquée, dans un petit marché, et près de la gare routière de Duky font 37 morts et 105 blessés[258].

Le 24
- Maikadiri : 21 civils sont massacrés par les djihadistes dans un village au sud de l'État de Borno[259].

Le 25
- Maroua : une petite fille kamikaze d'une douzaine d'années se fait exploser dans un bar Le Boucan et fait 20 morts et 79 blessés[260].

Le 26
- Damaturu : un attentat kamikaze près de l'entrée du marché central fait au moins 16 morts et environ 50 blessés. L'explosion aurait été déclenchée à distance et la femme qui portait les explosifs était connue pour ses troubles psychologiques selon des témoins[261].

Le 27
- Près de Baga, 10 pêcheurs sont égorgés par des djihadistes[262].

#### Août 2015
Le 1er
- Malari : des djihadistes tuent 13 jeunes et blessent 27 personnes, dont des femmes et des enfants. Selon des rescapés, les assaillants reprochaient aux habitants d'avoir indiqué aux militaires les lieux où ils se cachaient[263].

Le 3 et 4
- Tchakamari et Kangaléri : Boko Haram tue 8 habitants, dont 2 femmes et des membres du comité de vigilance de Tchakamari. 135 habitants auraient également été enlevés[264],[265]

Le 4
- Les djihadistes arrêtent un minibus entre Baga et Monguno, et neuf pêcheurs sont descendus et abattus. Un deuxième minibus parvient cependant à s'enfuit[264].

Le 5
- Tadagara et Dunbulwa : 9 villageois sont tués par les djihadistes, des centaines d'autres s'enfuient vers Potiskum[266].

Le 11
- Attentat de Sabon Gari : un attentat à la bombe fait au moins 50 morts et 51 blessés[267],[268],[269],[270],[271].

Le 13
- Massacre de Kukuwa-Gari : 50 à 160 villageois sont massacrés par les djihadistes[272].

Les 28 et 29
- Baanu, Hambagda et Karnuwa : des djihadistes à cheval massacrent 79 villageois[273].

#### Septembre 2015
Le 3
- Attentat de Kerawa, près de Fotokol : un double attentat-suicide fait environ 40 morts et 140 blessés[274].

- Kolofata : un attentat fait 9 morts, dont deux kamikazes, et 21 blessés[275].

Le 20
- Mora : deux kamikazes se font exploser, tuant un policier et deux autres personnes. Le policier avait repéré les suspects et entrepris de les fouiller, provoquant l'explosion prématurée des kamikazes et empêchant probablement un carnage plus important dans le marché de la ville[276].
- Attentat de Maiduguri : l'explosion de trois bombes fait 117 morts[277].
- Monguno : 21 à 28 personnes sont tuées par l'explosion d'une bombe dans un marché[278].

Le 24
- N’Gourtoua, un village à une quarantaine de kilomètres de Diffa, subit une attaque de Boko Haram qui fait 15 morts et 4 blessés, plus 22 maisons incendiées[279].

#### Octobre 2015
Le 1er
- Maiduguri : au moins 10 personnes sont tuées et 39 blessées dans quatre attentats suicide[280].

Le 2
- Abuja : Une double explosion provoquée par deux kamikazes dans la capitale nigériane a fait au moins 18 morts et 41 blessés[280].

Le 4
- Diffa : cinq civils, un militaire et les quatre porteurs de bombes sont tués dans des attaques suicide[281].

Le 7
- Damaturu : Au moins quatorze personnes ont été tuées dans trois attentats-suicides[282]

Le 10
- Attentat de Baga Sola : cinq explosions dans cette ville située près du Lac Tchad font 41 morts et 48 blessés. L'attaque a été commise par cinq kamikazes ; deux femmes et trois adolescents[283],[284].

Le 11
- Kangaleri, près de Mora : deux femmes kamikazes se font exploser faisant 9 morts et 29 blessés[285].

Le 13
- Maiduguri : Trois explosions frappent le quartier de Ajilari Cross et font au moins 7 morts [286],[287].

Le 15
- Molai : des kamikazes se font exploser dans une mosquée dans les faubourgs de Maiduguri, faisant 30 morts[288],[289].

Le 21
- Jingalta : des membres de Boko Haram fuyant une offensive de l'armée nigériane ouvrent le feu sur quatre véhicules en train de circuler et tuent leurs 20 occupants[290].

Le 23
- Maiduguri : un attentat-suicide dans une mosquée fait 28 morts[291].
- Yola : un attentat dans la mosquée de Jambutu fait 27 morts et 96 blessés[291].

Les 27 et 28
- Ala : 13 villageois sont abattus par balles pendant la nuit dans un village à une trentaine de kilomètres de Diffa[292].

#### Novembre 2015
Le 9
- Fotokol : deux femmes kamikazes font 3 morts près d'une mosquée[293].

Le 17
- Yola : une bombe explose dans un marché du quartier de Jambutu, près de la mosquée, alors que les fidèles quittaient les lieux après la prière du soir. L'attaque fait au moins 32 morts[294],[295].

Le 18
- Kano : deux adolescentes kamikazes âgées de 11 et 18 ans se font exploser dans un marché des téléphones portables et font 15 morts et 53 blessés[294],[296].

Le 21
- Fotokol : quatre jeunes femmes kamikazes se sont fait exploser et font 5 morts, dont un chef traditionnel[297].

Le 22
- Maiduguri : une jeune femme kamikaze se fait exploser au milieu d'un groupe de réfugiés, dans un marché en banlieue de Maiduguri, faisant 8 morts et 7 blessés[298].

Le 25
- Gogone : le village est attaqué par les djihadistes, les villageois tentent de se défendre avec des arcs et des flèches, mais 18 d'entre eux sont tués, dont au moins deux enfants, et 70 maisons sont brûlées[299].

Le 27
- Dakasoye, près de Kano : un attentat-suicide vise une procession chiite et fait au moins 21 morts[300].

#### Décembre 2015
Le 5
- Loulou Fou : un triple attentat-suicide dans un marché sur une île du lac Tchad fait 27 morts, sans compter les trois kamikazes, et plus de 80 blessés[301].

Le 11
- Kolofata : un kamikaze tue sept civils[302].
- Kamuya : les djihadistes attaquent un village et massacrent 14 personnes, certaines sont décapitées[303].

Le 12
- Warwara, Mangari et Bura-Shika : trois villages près de Biu sont attaqués et incendiés par les djihadistes, au moins 30 habitants sont tués et 20 blessés, pour la plupart à la machette et à la hache[304].

Le 16
- Mafa : quatre petites filles kamikazes et un garde civil sont tués dans un attentat[305].

Le 25
- Kimba : 14 villageois sont tués dans une attaque djihadiste[306].

Le 28
- Madagali : au moins 30 personnes sont tuées dans un attentat-suicide commis par deux femmes kamikazes dans un marché[307].

### 2016

#### Janvier 2016
Le 10
- Madagali : des hommes de Boko Haram assassinent sept personnes et brûlent 10 maisons[308].

Le 13
- Kouyapé : un attentat-suicide commis par un adolescent contre une mosquée d'un village près de Kolofata fait au moins 12 morts[309],[310].

Le 25
- Bodo : des attentats dans un marché du village font au moins 32 morts, dont quatre jeunes filles kamikazes, et 86 blessés[311].

Le 27
- Chibok : 13 personnes sont tuées par trois kamikazes[312].

Le 28
- Kerawa : Quatre civils sont tués par deux femmes kamikazes[313].

Le 30
- Massacre de Dalori : un village, près de Maiduguri, est attaqué par des djihadistes à bord de deux voitures et à motos. Trois femmes kamikazes se font également exploser. Au moins 85 personnes sont tuées et le village est rasé[314],[315].

Le 31
- Guié : dans un village du lac Tchad, un kamikaze à moto tue au moins une personne et fait 32 blessés[314].
- Miterine : dans un autre village du lac Tchad, un autre kamikaze fait 2 morts et 24 blessés[314].

#### Février 2016
Le 9
- Attentat de Dikwa : deux femmes kamikazes se font exploser dans un camp de réfugiés, causant la mort de 58 personnes[316].

Le 10
- Nguetchewe : 6 à 9 civils sont tués par deux kamikazes, et 30 à 50 blessés[317],[318].

Le 12
- Kahifa : 8 villageois sont tués[319].

Le 13
- Yakhari : 22 habitants sont égorgés par des djihadistes, probablement les mêmes que ceux auteurs de l'attaque de Kahifa[319].

Le 19
- Meme : un double attentat-suicide mené par deux jeunes filles dans un marché fait 24 morts et 112 blessés[320].

#### Mars 2016
Le 16
- Maiduguri : deux femmes kamikazes se font exploser dans une mosquée du quartier de Molai, tuant 25 fidèles[321].

Le 17
- Bosso : cinq kamikazes — deux jeunes hommes et trois adolescentes — attaquent un détachement militaire. Quatre des assaillants parviennent à se faire exploser et une des adolescentes est abattue. Deux soldats sont blessés et le commandant de la place de Bosso est mortellement touché[322],[323],[324].

#### Avril 2016
Le ~ 6
- Gurum et Dokshi : des djihadistes attaquent deux villages, tuent au moins 20 habitants et volent du bétail et de la nourriture[325],[326].

Le 20
- Zango : une attaque nocturne est effectuée par des djihadistes à cheval, au moins 11 villageois sont tués et plusieurs blessés, dont six grièvement[325].

#### Mai 2016
Le 19
- Yébi : un village près de Bosso est attaqué dans la soirée par une vingtaine d'hommes armés qui incendient 10 maisons et tuent au moins 8 civils[327].

Le 31
- Yébi : le village est attaqué une deuxième fois par une quarantaine d'insurgés, six civils sont tués[328].

#### Juin 2016
Le ?
- dans un village près de Marte, 80 civils auraient été massacrés par l'armée nigériane[329],[330].

Le 10
- Mairari : quatre femmes sont égorgées par une quinzaine de djihadistes à moto dans un village à 80 kilomètres de Maiduguri[331]

Le 16
- Kuda : des djihadistes ouvrent le feu sur la foule lors d'une veillée funéraire en l'honneur d'un chef local dans le village de Kuda, près de la ville de Gulak, dans l'État d'Adamawa. La fusillade tue 24 personnes, principalement des femmes. Les djihadistes incendient quelques maisons, volent les réserves de nourriture, puis repartent au bout d'une heure[332].

Le 29 ou 30
- Djakana : un kamikaze fait au moins 11 morts et 4 blessés au milieu d'un rassemblement de villageois, qui attendaient l'heure de la prière pendant la nuit[333].

#### Juillet 2016
Le 8
- Damboa : un kamikaze se fait exploser dans une mosquée et tue six personnes. Peu avant, un autre kamikaze s'était fait exploser sans faire de victimes après avoir été empêché d'entrer dans la grande mosquée de la ville[334].
- Rann : dans le district de Kalabalge, près de la frontière avec le Cameroun, des djihadistes à moto entrent dans la ville de Rann pendant la nuit et ouvrent le feu sur des maisons, tuant sept personnes[335].

#### Août 2016
Le 21
- Mora : un kamikaze à moto fait au moins quatre morts et une vingtaine de blessés[336].

#### Septembre 2016
Le 18
- Kwamjilari : des hommes à moto ouvrent le feu sur la foule à la sortie de la messe et font au moins huit morts[337].

Le 19
- Sanda: une attaque d'un convoi commercial escorté par des militaires fait 6 morts et 3 blessés[338].

#### Octobre 2016
Le 12
- Maiduguri : huit personnes sont tuées et 15 autres blessés dans un attentat provoqué par l'explosion d'une voiture dans une gare routière de Maiduguri, dans le nord-est du Nigeria[339].

Le 24
- Sandawadjiri : deux femmes kamikazes se font repérer dans la localité par des membres du comité de vigilance. L'une d'elles parvient à s'échapper, l'autre actionne sa ceinture explosive et blesse six personnes[340].
- près de Kolofata : une autre kamikaze s'introduit à cinq heures du matin dans une concession, son explosion fait un mort et un blessé[340].

Le 29
- Maiduguri : deux kamikazes sont font exploser près du camp de réfugiés de Bakassi, faisant 9 morts et 24 blessés[341].

#### Novembre 2016
Le 18
- Maiduguri : des attentats font six morts, dont quatre kamikazes et deux miliciens[342].

#### Décembre 2016
Le 10
- Attentat de Madagali : deux femmes kamikazes se font exploser dans un marché, faisant 56 morts et 57 blessés[343],[344].

Le 11
- Maiduguri : deux petites filles kamikazes de 7 à 8 ans se font exploser dans marché, faisant au moins un mort et 18 blessés parmi les passants[345].

Le 25
- , Mora : un kamikaze se fait exploser dans un marché alors qu'il venait d'être repéré par des membres d'un groupe de vigilance citoyenne. L'explosion fait deux morts, dont une femme, et cinq blessés parmi les civils[346].

Le 26
- Maiduguri : une tentative d'attentat-suicide échoue, mais dans des circonstances non éclaircies. Selon les sources, l'attaque aurait été tentée par une ou deux femmes, une aurait été tuée par sa ceinture d'explosive ou aurait été lynchée par la foule, une autre aurait été arrêtée. Plusieurs civils aurait également été blessés[347].

Le 31
- Maiduguri : l'explosion d'une petite fille kamikaze blesse une personne[348].

### 2017
83 enfants, 55 filles et 27 garçons et un bébé, ont été utilisés comme bombes humaines entre le 1er janvier et le 22 août 2017.

#### Janvier 2017
Le 11
- Kolofata et Doublé : quatre kamikazes, dont deux jeunes femmes et deux jeunes hommes, sont interceptés et tués par des militaires et des miliciens camerounais[350].

Le 13
- Madagali : quatre femmes kamikazes se font exploser, tuant au moins deux personnes et faisant quinze blessés[351].

Le 16
- Maiduguri : une adolescente kamikaze de 12 ans est tuée par des policiers près de l'université de Maiduguri, mais une deuxième kamikaze parvient à entrer dans le campus, elle tue trois personnes et fait 15 blessés[352].

Le 16
- Forêt de Karawoso, près de la forêt de Sambisa, entre Maiduguri et Damaturu : un convoi de camions escorté par l'armée est attaqué par des djihadistes, 15 à 24 personnes sont tuées[353].

#### Mars 2017
Le 3
- Maiduguri : trois kamikazes — deux femmes et un homme — se font exploser près des sept camions-citernes, mais sans faire d'autres victimes[354].

Le 15
- Maiduguri : quatre femmes kamikazes se font exploser à proximité d'une gare routière, faisant deux morts et 16 blessés[355].

Le 18
- Umariri, près de Maiduguri : trois kamikazes, un homme et deux femmes, tuent un milicien, ainsi qu'une une femme et ses deux enfants, dans un village[356],[357],[358]

Le 22
- Maiduguri : quatre attaques suicides au camp de déplacés de Muna[359].

#### Avril 2017
Le 8
- Kayamla : neuf habitants de Maiduguri partis ramasser du bois de chauffe à une dizaine de kilomètres sont arrêtées près du village de Kayamla par un groupe de combattants. Huit d'entre eux sont exécutés et leurs cadavres brulés, un seul parvient à s'échapper[360].

<
Le 24
- Mammaniti et Mainari : quatre miliciens sont tués et trois blessés par quatre kamikazes — dont trois femmes — dans deux villages près de Maiduguri[361].

Le 27
- Manguzum: cinq soldats nigérians sont tués et 40 blessés dans un attentat-suicide mené par un combattant de Boko Haram contre un convoi militaire[362]

#### Mai 2017
Le 4
- Konduga : deux attentats-suicides font au moins 5 morts et 6 blessés dans une zone à une trentaine de kilomètres de Maiduguri[363].

#### Juin 2017
Le 2
- Kolofata : au moins neuf civils sont tués et 30 autres blessés dans un double attentat-suicide[364].

Le 8
- Maiduguri : des djihadistes font un raid dans la ville : au moins 17 civils sont tués et 24 blessés dans des fusillades et par quatre attaques-suicides[365],[366],[367].

Le 10
- Kolofata : un militaire est tué et deux blessés dans une caserne par une femme kamikaze[368].

Le 18
- Kofa, près de Maiduguri : deux femmes déclenchent leur ceinture explosive dans un grand camp de déplacés et tuent 16 personnes[369].
- Gumsuri : des hommes de Boko Haram font un raid dans un village et tuent cinq civils, mais douze des assaillants sont également abattus par des miliciens et six autres sont capturés[369],[370].

Les 25 et 26
- Maiduguri : neuf personnes sont tuées par sept kamikazes : un premier kamikaze entre vers 22h30 dans l'université de Maïduguri, puis déclenche ses explosifs, faisant un mort et deux blessés parmi le personnel de sécurité de l’établissement ; au même moment dans le quartier Gwange, deux femmes kamikazes infiltrent la communauté Zannari et se font exploser dans des immeubles d’habitation, huit civils sont tués et onze blessés ; deux autres femmes se font exploser dans le même quartier sans faire de victimes ; enfin, vers 4 heures du matin, deux autres femmes kamikazes entrent à leur tour dans l'université, où elles se font exploser sans faire de victimes[371].

#### Juillet 2017
Le 2
- Ngalewa : un village à 110 kilomètres de Diffa est attaqué par des djihadistes se déplaçant à cheval et à dos de chameau : neuf personnes sont tuées et 39 villageois, en majorité des femmes et des enfants, sont enlevés[372],[373].

Le 5
- Abadam : 14 civils, dont 12 Nigérians et deux Nigériens, sont tués par des militaires de l'armée nigériane, alors qu'ils étaient en train de semer du poivron sur les rives de la rivière Komadougou. La frontière le long de cette rivière étant déclarée zone interdite, les civils auraient été pris pour des djihadistes de Boko Haram par les militaires[374].

Le 12
- Maiduguri : quatre femmes kamikazes se font exploser dans une cérémonie funèbre du quartier de Molai Kalemari, tuant 19 personnes — 12 miliciens et 7 civils — et faisant 23 blessés[375].
- Waza : une jeune femme kamikaze se fait exploser dans une salle de jeux vidéo, une deuxième kamikaze est ensuite tuée par les forces camerounaises du BIR avant de pouvoir actionner sa ceinture explosive, l'attaque fait 14 morts et environ 30 blessés parmi les civils[376],[377].

Le 17
- Maiduguri : une femme kamikaze se fait exploser dans une mosquée, faisant 8 morts et 15 blessés[378].

Le 28
- Dikwa : cinq hommes sont tués par deux femmes kamikazes dans un camp de déplacés[379].
- Bama : trois jeunes femmes kamikazes sont tuées sans faire de victimes par leurs explosifs déclenchés prématurément ; une quatrième petite fille, âgée de 11 ans, parvient cependant à enlever sa veste, avant d'entrer dans la ville où elle est interpellée[379].

Le 31
- : trois bûcherons sont retrouvés décapités à une quarantaine de kilomètres de Maiduguri[380].

#### Août 2017
Le 5
- Ouro-Kessoum : un attentat-suicide fait huit morts et quatre blessés parmi des civils[381].

Le 7
- Îles de Duguri et Dabar Wanzam, dans le lac Tchad : 31 pêcheurs sont massacrés par des djihadistes[382].

Le 16
- Mandarari, près de Konduga : trois femmes kamikazes se font exploser à l'entrée d'un camp de déplacés, faisant 28 morts et plus de 80 blessés[383].

Le 22
- Kijimatari : une dizaine de djihadistes attaquent un village et égorgent six habitants, dont le chef du village[384].
- Amchidé : quatre membres d’un « comité de vigilance » sont tués par un kamikaze[385].

#### Septembre 2017
Le 8
- Maiduguri : deux femmes kamikazes se font exploser près d'un camp de réfugiés, faisant deux morts et cinq blessés parmi des civils[386].

Le 9
- Ngala : un tir de roquette sur un camp de réfugiés fait 7 morts[386].

Le 13
- Sandawadjiri : quatre civils sont tués et un autre blessé par une jeune fille kamikaze devant une mosquée[387].

#### Octobre 2017
Le 12
- Belbelu, près de Konduga : au début d'une attaque contre un village, quatre miliciens de la Civilian Joint Task Force sont tués, ainsi qu'une femme, par un kamikaze qui provoque ainsi la fuite des autres miliciens et permet aux djihadistes de piller les vivres du village[388].

Le 22
- Maiduguri : trois femmes kamikazes se font exploser dans le quartier de Muna Garage, la première fait plusieurs morts devant un petit restaurant de rue ; la deuxième, plusieurs blessés devant l'entrée du camp de déplacés ; la ceinture explosive de la troisième ne fonctionne pas et ne cause pas de victime. Au total, 13 civils sont tués et 16 blessés dans l'attaque[389].

Le 29
- Maiduguri : deux femmes kamikazes se font exploser dans le quartier de Muna : un milicien de la Civilian Joint Task Force est tué et un autre blessé[390].

Les 29 et 30
- Gouderi, près de Kolofata : 11 personnes sont égorgées dans un raid qui aurait été mené en représailles à l'arrestation de djihadistes[390].

Le 30
- près de Maiduguri : un kamikaze se fait exploser à l'aube dans une mosquée à 15 kilomètres de Maiduguri, tuant cinq personnes[390].

Le 31
- Zamga : cinq enfants sont tués et deux blessés par un attentat-suicide commis par une petite fille[391].

#### Novembre 2017
Le 4
- Jaddannam : un groupe de 20 hommes de Boko Haram brûle la ville et tue six personnes[392].

Le 15
- Maiduguri : au moins 12 personnes sont tuées et 22 blessées par deux hommes et deux femmes kamikazes[393].

Le 21
- Attentat de Mubi : au moins 58 personnes sont tuées dans une mosquée par un kamikaze[394],[395].

Le 23
- Sabon Gari, près de Gombi : sept cultivateurs, membres du syndicat des chasseurs de Gombi, sont assassinés d'une balle dans la tête, vers 3 heures du matin, par des hommes armés habillés en agents de sécurité, mais suspectés d'être des membres de Boko Haram[396].

#### Décembre 2017
Le 2
- Biu : deux femmes kamikazes se font exploser dans un marché, l'attaque fait 13 morts et 58 blessés selon la police de l'État, tandis que des milices annoncent un bilan de 18 morts et 36 blessés[397].

Le 11
- Kerawa : l'attaque d'un kamikaze dans une mosquée cause la mort de deux civils[398].

Le 28
- Amarwa : six personnes sont tuées et 13 blessés par un kamikaze dans le marché du village, situé à 20 kilomètres de Maiduguri[399].

Le 30
- Maiwa : seize djihadistes à motos attaquent un groupe de 53 bûcherons suspectés d'espionnage pour le compte de l'armée ; 25 villageois sont massacrés[400].

Le 31
- Bia : un civil est tué et 28 autres sont blessés par une femme kamikaze qui fait exploser sa charge dans une cafétéria du village[401].

### 2018
| Nom                                   | Date                                                | Lieu                                               | Morts   | Auteurs                                            | Description |
| ------------------------------------- | --------------------------------------------------- | -------------------------------------------------- | ------- | -------------------------------------------------- | --- |
| Attentat de Gamboru                   | 3 janvier 2018                                      | Gamboru (État de Borno, Nigeria)                   | 14      | Boko Haram ou État islamique en Afrique de l'Ouest | Un attentat-suicide est commis dans une mosquée, faisant au moins 14 morts. |
| Massacre de Hyambula                  | 26 janvier 2018                                     | Hyambula (État d'Adamawa, Nigeria)                 | 3+      | Boko Haram ou État islamique en Afrique de l'Ouest | Des djihadistes attaquent un village dans l'État d'Adamawa. Au moins trois civils sont tués, dont un par un kamikaze. |
| Massacre d'Hitawa                     | 4 - 5 février 2018                                  | Hitawa (Région de l'Extrême-Nord, Cameroun)        | 6+      | Boko Haram ou État islamique en Afrique de l'Ouest | Des membres de Boko Haram attaquent pendant la nuit le village de Hitawa, près de Mokolo, tuent six civils et brûlent une centaine de maisons. |
| Attentat de Konduga                   | 16 février 2018                                     | Konduga (État de Borno, Nigeria)                   | 19      | Boko Haram ou État islamique en Afrique de l'Ouest | Trois hommes kamikazes se font exploser dans un marché au poisson, faisant au moins 19 morts — dont 18 civils et un soldat — et 70 blessés,. |
| Massacre de Salamassali               | 20 - 21 février 2018                                | Salamassali (Région de l'Extrême-Nord, Cameroun)   | 6+      | Boko Haram ou État islamique en Afrique de l'Ouest | Des djihadistes attaquent en pleine nuit le village de Salamassali, près d'Achigachia. Des maisons sont incendiées, au moins six habitants sont tués et cinq blessés. |
| Attentat de Maiduguri                 | 5 mars 2018 ou État islamique en Afrique de l'Ouest | Maiduguri (État de Borno, Nigeria)                 | 3       | Boko Haram                                         | Une attaque-suicide est menée par une personne à bicyclette portant une ceinture d'explosif. Elle fait trois morts et 18 blessés. |
| Attentat de Zawuya                    | 30 mars 2018                                        | Zawuya, près de Maiduguri (État de Borno, Nigeria) | 6       | Boko Haram                                         | Quatre jeunes filles kamikazes de 13 à 18 ans attaquent le camp de déplacés de Zawuya, aux environs de Maiduguri, et tuent deux personnes. |
| Attentats de Maiduguri                | 1er avril 2018                                      | Maiduguri (État de Borno, Nigeria)                 | 20 à 34 | Boko Haram                                         | Un petit groupe de 18 djihadistes assaillent une base miliaire à l'entrée de la ville pendant que sept kamikazes s'infiltrent et attaquent des civils dans les quartiers de Bale Shuwar et Alikaranti. Les attaques font 20 à 34 morts et 84 à 90 blessés, en majorité des civils,. |
| Attentat d'Amarwa                     | ? avril 2018                                        | Amarwa (État de Borno, Nigeria)                    | 10      | Boko Haram                                         | Deux femmes kamikaze se font exploser dans le village, située près de Konduga, à une vingtaine de kilomètres de Maiduguri, et tuent dix personnes. |
| Attentat de Mubi                      | 1er mai 2018                                        | Mubi (État d'Adamawa, Nigeria)                     | 30 à 86 | Boko Haram                                         | 30 à 86 personnes sont tuées dans une mosquée et un marché par deux kamikazes. |
| Attentat de Limani                    | 16 juin 2018                                        | Limani (Région de l'Extrême-Nord, Cameroun)        | 3       | Boko Haram                                         | Un attentat suicide cause la mort de trois enfants, dont deux petites filles kamikazes. Ces dernières, âgées d'environ six ans sont interpellées par des membres d'un comité de vigilance locale alors qu'elles s'approchaient d'un attroupement près d'une école publique. Une des petites filles actionne aussitôt sa ceinture explosive, tuant sa camarade et un petit garçon de huit ans. |
| Attentats de Damboa                   | 16 juin 2018                                        | Damboa (État de Borno, Nigeria)                    | 31+     | Boko Haram                                         | Dans la soirée, six petites filles kamikazes âgées de 7 à 10 ans se font exploser dans les quartiers de Shuwari et d'Abachari, près de personnes venues célébrer la fête de l'Aïd-el-Kebir. Des djihadistes visent ensuite la foule qui s’était amassée sur le lieu des attaques avec des grenades. Les attentats font au moins 31 morts,.                                                    |
| Massacre de Daboua                    | 19 juillet 2019                                     | Daboua (Province du Lac, Tchad)                    | 18      | Boko Haram                                         | Un village est attaqué par des djihadistes près du Niger et 18 paysans sont égorgés, deux autres blessés et dix femmes enlevées,. |
| Massacre de Kalari Abdiye et Amarwa   | 20 septembre 2018                                   | Kalari Abdiye et Amarwa (État de Borno, Nigeria)   | 9       | Boko Haram                                         | Neuf villageois sont tués et neuf blessés dans des attaques contre deux villages du district de Konduga, à une vingtaine de kilomètres de Maiduguri. |
| Massacre de Bulaburin, Kofa et Dalori | 31 octobre 2018                                     | Bulaburin, Kofa et Dalori (État de Borno, Nigeria) | 12      | Boko Haram                                         | Les djihadistes brûlent les villages de Bulaburin et Kofa, ainsi que le camp de déplacés Dalori 2, tuant au moins neuf personnes à Bulaburin, deux à Dalori 2 et une à Kofa. |
| Massacre de Mammanti                  | 19 novembre 2018                                    | Mammanti (État de Borno, Nigeria)                  | 9       | Boko Haram                                         | Neuf cultivateurs sont tués et douze autres sont enlevés par des djihadistes. |
| Massacre de Toumour                   | 22 novembre 2018                                    | Toumour (Région de Diffa, Niger)                   | 8       | Boko Haram                                         | Des djihadistes mènent une attaque de nuit contre le camp de la société française de forage Foraco et ouvrent le feu dans un bâtiment où se reposait une équipe de foreurs. huit civils nigériens sont tués dans leur sommeil. |

### 2019
| Nom                     | Date                | Lieu                                             | Morts | Auteurs                                            | Description |
| ----------------------- | ------------------- | ------------------------------------------------ | ----- | -------------------------------------------------- | --- |
| Massacre de Rann        | 28 janvier 2019     | Rann (État de Borno, Nigeria)                    | 60    | État islamique en Afrique de l'Ouest               | L'État islamique s'empare de Rann sans rencontrer de résistance, tue 60 personnes et provoque la fuite de 30 000 habitants et réfugiés,.                                                                                             |
| Massacre de Karidi      | 21 mars 2019        | Karidi (Région de Diffa, Niger)                  | 8     | Boko Haram ou État islamique en Afrique de l'Ouest | Huit personnes, dont une femme, sont tuées dans la soirée par des djihadistes. |
| Attentat de N'Guigmi    | 26 mars 2019        | N'Guigmi (Région de Diffa, Niger)                | 12    | Boko Haram                                         | Douze civils sont tués par deux femmes kamikazes et des hommes armés. |
| Attentat de Maiduguri   | 7 avril 2019        | Maiduguri (État de Borno, Nigeria)               | 11+   | Boko Haram                                         | Au moins 11 personnes perdent la vie et 43 sont blessées dans un double attentat-suicide. |
| Attentat de Monguno     | 11 avril 2019       | Monguno (État de Borno, Nigeria)                 | 2     | Boko Haram                                         | Deux femmes kamikaze tuent un soldat et un milicien civil et blessent un autre soldat. |
| Massacre de Tcharkamari | 20 avril 2019       | Tcharkamari (Région de l'Extrême-Nord, Cameroun) | 11    | Boko Haram ou État islamique en Afrique de l'Ouest | Onze villageois de Tcharkamari, près de Mora, sont massacrés par des djihadistes,. |
| Attentat de Konduga     | 16 juin 2019        | Konduga (État de Borno, Nigeria)                 | 30+   | Boko Haram ou État islamique en Afrique de l'Ouest | Trois kamikazes se font exploser à proximité d'un local où s'étaient rassemblés des supporteurs de football, faisant plus de 30 morts et 40 blessés.                                                                                 |
| Massacre de Badu Kuluwu | 27 juillet 2019     | Badu Kuluwu (État de Borno, Nigeria)             | 65    | Boko Haram ou État islamique en Afrique de l'Ouest | Dans le district de Nganzai, à 90 kilomètres de Maiduguri, 65 personnes sont tuées par des djihadistes alors qu'elles revenaient d'une cérémonie de funérailles,.                                                                    |
| Attentat de Tatafiromou | 14 août 2019        | Tatafiromou (Province du Lac, Tchad)             | 6     | Boko Haram                                         | Une femme kamikaze entre dans la cour du chef de canton à Tatafiromou, près de Kaïga-Kindjiria, et tue six personnes, dont le représentant du chef de canton, quatre gardes de ses gardes et un militaire.                           |
| Massacre de Lamana      | 23 août 2019        | Gueskérou (Région de Diffa, Niger)               | 12    | Boko Haram ou État islamique en Afrique de l'Ouest | Douze villageois sont tués par des djihadistes à Lamana, un village de la commune de Gueskerou. |
| Massacre de Kaïga       | 17 décembre 2019    | Kaïga (Province du Lac, Tchad)                   | 14    | Boko Haram ou État islamique en Afrique de l'Ouest | Des pêcheurs sont attaqués dans le lac Tchad par des djihadistes. Le bilan est de 14 tués, 5 blessés et 13 disparus. |
| Massacre de chrétiens   | c. 26 décembre 2019 | Lieu inconnu                                     | 11    | État islamique en Afrique de l'Ouest               | L'État islamique diffuse la vidéo de l'exécution par balle de 11 chrétiens. Le groupe déclare qu'il s'agit « un message aux chrétiens du monde entier » et que le massacre a été commis pour venger la mort d'Abou Bakr al-Baghdadi. |

### 2020
| Nom                                  | Date                  | Lieu                                               | Morts | Auteurs                                            | Description |
| ------------------------------------ | --------------------- | -------------------------------------------------- | ----- | -------------------------------------------------- | --- |
| Attentat de Gamboru                  | 6 janvier 2020        | Gamboru (État de Borno, Nigeria)                   | 38    | Boko Haram ou État islamique en Afrique de l'Ouest | 38 personnes sont tuées et 35 autres blessées dans l'explosion d'une bombe sur un pont bondé reliant Gamboru à Fotokol de l'autre côté de la frontière nigéro-camerounaise,. |
| Attentat de Kaïga-Kindjiria          | 19 janvier 2020       | Kaïga-Kindjiria (Province du Lac, Tchad)           | 9     | Boko Haram                                         | Une jeune femme kamikaze tue 9 civils, dont sept hommes et deux femmes, dans une concession. |
| Massacre d'Auno                      | 9 février 2020        | Auno, près de Maiduguri (État de Borno, Nigeria)   | ~ 30  | État islamique en Afrique de l'Ouest               | Une trentaine de villageois sont massacrés, dont plusieurs brûlés vifs. |
| Massacre de Felo                     | 9 juin 2020           | Monguno et Goni Usmanti (État de Borno, Nigeria)   | 81    | État islamique en Afrique de l'Ouest               | 81 villageois sont massacrés par l'État islamique en Afrique de l'Ouest en représailles à des attaques de la milice d'autodéfense locale. |
| Massacres de Monguno et Goni Usmanti | 13 juin 2020          | Monguno et Goni Usmanti (État de Borno, Nigeria)   | 53    | État islamique en Afrique de l'Ouest               | 38 civils sont massacrés par l'État islamique à Goni Usmanti, puis 15 autres le sont à Monguno, située à une soixantaine de kilomètres de la précédente localité,. |
| Attentat de Zeleved                  | 12 septembre 2020     | Zeleved (Région de l'Extrême-Nord, Cameroun)       | 5     | Boko Haram                                         | 5 villageois sont tués par deux femmes kamikazes. |
| Massacre de Takulashi                | 1er novembre 2020     | Takulashi, près de Chibok (État de Borno, Nigeria) | 12    | Boko Haram                                         | 12 villageois sont massacrés, dont deux miliciens, trois femmes et leurs quatre enfants sont enlevés et 70 habitations sont incendiées par des djihadistes. |
| Massacre de Koshobe                  | 28 novembre 2020      | Koshobe et Zabarmari (État de Borno, Nigeria)      | 110   | Boko Haram                                         | Au moins 110 agriculteurs sont massacrés par Boko Haram, qui revendique l'attaque. |
| Massacre de Toumour                  | 12 - 13 décembre 2020 | Toumour (Région de Diffa, Niger)                   | 34    | Boko Haram                                         | 34 personnes sont massacrées dans la nuit du 12 au 13 par des djihadistes. L'attaque est revendiquée par Boko Haram,. |
| Massacre de Pemi                     | 24 décembre 2020      | Pemi (État de Borno, Nigeria)                      | 11    | Boko Haram (suspecté)                              | Des djihadistes à bord de camions et sur des motos attaquent le village chrétien de Pemi, tuant au moins onze personnes et enlevant sept personnes dont trois garçons et un pasteur anabaptiste de l'Église des Frères au Nigeria (en). Ils incendient une église, un hôpital et dix maisons, et pillent des fournitures médicales et de la nourriture qui devait être distribuée pour la fête de Noël,. Le pasteur est libéré le 3 mars 2021. |

### 2021
| Nom                         | Date            | Lieu                     | Morts | Auteurs               | Description |
| --------------------------- | --------------- | ------------------------ | ----- | --------------------- | --- |
| Massacre du 23 février 2021 | 23 février 2021 | (État de Borno, Nigeria) | 10    | Boko Haram (suspecté) | 10 civils sont tués dans l’État de Borno, dont 9 jeunes garçons qui jouaient au football, par des tirs d’obus. Les autorités locales tiennent pour responsables le groupe islamiste Boko Haram. |

### 2023
| Nom                                   | Date            | Lieu                                              | Morts | Auteurs                              | Description |
| ------------------------------------- | --------------- | ------------------------------------------------- | ----- | ------------------------------------ | --- |
| Massacres de Gudumbali et Borno-Yasin | 25 juillet 2023 | Gudumbali et Borno-Yasin (État de Borno, Nigeria) | 32    | État islamique en Afrique de l'Ouest | L'État islamique massacre 25 éleveurs peuls accusés d'être des espions dans la forêt de Gudumbali et tue sept hommes accusés de contrebande de stupéfiants dans le village de Borno-Yasin. |
| Massacres de Kayayya                  | 31 octobre 2023 | Kayayya (État de Yobe, Nigeria)                   | 17    | État islamique en Afrique de l'Ouest | L'État islamique massacre des habitants de Kayayya en représailles au refus des villageois de payer aux djihadistes une taxe qu’ils exigeaient sur le bétail.                              |

### 2024
| Nom                | Date               | Lieu                           | Morts     | Auteurs                              | Description |
| ------------------ | ------------------ | ------------------------------ | --------- | ------------------------------------ | --- |
| Attentats de Gwoza | 29 - 30 juin 2024  | Gwoza (État de Borno, Nigeria) | 32        | Boko Haram                           | Quatre attentats suicides commis par des femmes : le premier à un mariage, le second lors des prières funéraires, le troisième près de l'hôpital général, et le quatrième contre un poste de sécurité de l'armée nigériane,.                        |
| Massacre de Mafa   | 1er septembre 2024 | Mafa (État de Yobe, Nigeria)   | 102 à 130 | État islamique en Afrique de l'Ouest | Un groupe de 150 djihadistes incendie le village et massacre une partie de ses habitants en représailles à la mort de deux de ses combattants par des groupes d'autodéfense. L'attaque est revendiquée par l'État islamique en Afrique de l'Ouest,. |

### 2025
| Nom               | Date            | Lieu                           | Morts    | Auteurs                              | Description |
| ----------------- | --------------- | ------------------------------ | -------- | ------------------------------------ | --- |
| Massacre de Dumba | 12 janvier 2025 | Dumba (État de Borno, Nigeria) | 40 à 100 | État islamique en Afrique de l'Ouest | Au moins 40 agriculteurs sont rassemblés à Dumba et abattus par des hommes de l'EIGS selon Usman Tar, commissaire à l'information de l'État de Borno. L'AFP indique pour sa part que « selon un rapport confidentiel des renseignements nigérians portant sur cette dernière attaque », le nombre de victimes pourrait dépasser les 100 personnes tuées |